# Fakulteta za rudarstvo, metalurgijo in kemijsko tehnologijo v Ljubljani
Fakulteta za rudarstvo, metalurgijo in kemijsko tehnologijo, s sedežem v Ljubljani, je bivša fakulteta, ki je bila članica Univerze v Ljubljani.

## Zgodovina
Fakulteta je razpadla v študijskem letu 1960/61, ko sta se združili Naravoslovna fakulteta in Fakulteta za rudarstvo, metalurgijo in kemijsko tehnologijo v novoustanovljeno Fakulteto za naravoslovje in tehnologijo.